# Louis Cahuzac
Louis Cahuzac   (Cranta, 12 de juliol de 1880 - Banhèras de Luishon, 9 d'agost de 1960) va ser un clarinetista i compositor francès. Cahuzac va ser un intèrpret destacat i un dels pocs clarinetistes que va fer carrera com a solista a la primera part del segle xx.

## Vida i carrera
Louis Cahuzac va néixer a Quarante, al Llenguadoc, al sud de França. Els seus professors van ser Felix Pagès al conservatori de Tolosa i Cyrille Rose al conservatori de París.
Cahuzac va fer el primer enregistrament del Concert per a clarinet de Carl Nielsen, una peça escrita originalment per al clarinetista danès Aage Oxenvad. El 22 de novembre de 1956, a l'edat de 76 anys, va gravar el Concert per a clarinet en la major de Paul Hindemith per al segell musical "EMI" sota la batuta del compositor.
També va ser un gran professor i molts estudiants seus van fer famosos com Eduard Brunner (Bavarian Radio Symphony de Múnic), Yona Ettlinger, Hans Rudolph Stalder, Gervase de Peyer, André Boutard (Òpera de París) o Gilbert Voisin (guanyador del premi internacional de Ginebra el 1950) i Palle Nehammer (Royal Danish Orchestra). Cahuzac va morir a Bagnères-de-Luchon.

## Composicions
Les seves composicions eren principalment per a clarinet i totes estan inspirades en la seva regió natal al sud de França:
- A la Fantaisie sur un vieil air champêtre el tema és introduït pel piano, seguit d'una cadència enlluernadora. Tot seguit, hi ha quatre variacions que exploren els recursos complets del clarinet.
- Arlequin per a clarinet solista evoca Arlequí, un dels personatges de la comèdia italiana de l'art.
- El Pastorale cévenole i el Cantilène irradien amb la llum mediterrània del seu estimat sud de França i els efectes de ressò suggereixen espais oberts i muntanyosos.
- Les seves Variations sur un air du pays d'Oc (Variacions sobre una melodia del sud de França) són un conjunt de quatre variacions de Se Canto, una cançó de la vall del Garona.